# Shammar

Arabia en 1914: al norte de la península se observa el emirato de Shammar, laxamente sometido al Imperio otomano.

El emirato de Shammar o Yebel Shammar fue un emirato del norte de la península arábiga gobernado por la dinastía Al-Rashid. El país sufrió la expedición egipcia en 1819 y fue conquistado por los sauditas en 1921. El Nafud, la región más al noroeste, fue ocupada por los sauditas en 1922. La capital del Estado era Haíl.

## Bandera

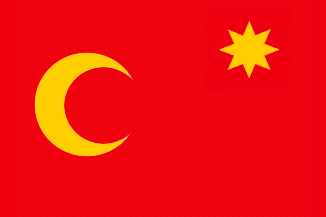
Bandera de Yebel Shammar.

La bandera del Emirato se adoptó en 1819 imitando la otomana. El sol era el símbolo de los musulmanes nusairitas y los Ibn Rashid tenían como color de clan o tribu el rojo.
- Datos: Q2230906